# کلاوس مایر
کلاوس مایر (دانمارکی: Claus Meyer؛ زادهٔ ۲۷ دسامبر ۱۹۶۳) کارآفرین، آشپز و رستوران‌دار اهل دانمارک است. وی را بنیان‌گذار سبک اشپزی نوین نوردیک می دانند.
وی دانشیار دپارتمان علوم غذایی دانشگاه کپنهاگ و فِلوی مدرسه کسب‌وکار هاس دانشگاه برکلی است. مایر همچنین دارای مدرک کارشناسی ارشد در مطالعات بازرگانی بین‌المللی از دانشکده بازرگانی کپنهاگ است. وی یکی بنیان‌گذاران رستوران سه‌ستارهٔ نوما (رستوران)  است که تا کنون ۵ مرتبه به‌عنوان بهترین رستوران جهان انتخاب شده است.
وی همچنین برندهٔ جوایزی همچون نشان دنبرو شده‌است.